# The Meatrix
The Meatrix – animacja wyprodukowana w 2003 roku na zlecenie Światowego Centrum Akcji na Rzecz Środowiska. Jej głównym motywem jest krytyka hodowli przemysłowych i promocja zrównoważonych ekologicznie gospodarstw rolnych. Film został przetłumaczony z języka angielskiego na ponad 30 różnych języków i obejrzany przez ponad 30 milionów widzów.

## Wersja polska
- Mufeusz – Tomasz Marzecki